# Jászberény vasútállomás
Jászberény vasútállomás egy Jász-Nagykun-Szolnok vármegyei vasútállomás, Jászberény városában, melyet a MÁV üzemeltet. Közúti megközelítését a város központja felől a 31 332-es út biztosítja.

## Vasútvonalak
Az állomást az alábbi vasútvonalak érintik:
- Hatvan–Újszász-vasútvonal

## Megközelítése tömegközlekedéssel
- Helyi busz:  1
- Helyközi busz:  498, 499, 503
- Távolsági busz:  1070, 1075, 1348, 1362

## Kapcsolódó állomások
A vasútállomáshoz az alábbi állomások vannak a legközelebb:
- Pusztamonostor vasútállomás (Hatvan–Újszász-vasútvonal)
- Meggyespele megállóhely (Hatvan–Újszász-vasútvonal)

## Forgalom
| Járat | Útvonal | Gyakoriság |
| ----- | --- | ---------- |
| S820  | Hatvan – Jászfényszaru – Pusztamonostor – Jászberény – Meggyespele – Portelek – Jászboldogháza-Jánoshida – Újszász – Zagyvarékas – Szolnok | Óránként   |